# 隱魚科
隱魚科或潜鱼科，為輻鰭魚綱鼬魚亞目鼬魚目（蛇鳚目）的其中一科。本科鱼类许多属种有与海参、蛤类等共生或寄生的习性，常隐居于海参等的体内，故名潜鱼科。多分布于热带和暖温帶（暖流控制区）的浅海区。

## 分類
隱魚科下分9個屬，如下：

### 潛魚屬（Carapus）
- - 針潛魚（Carapus acus）：又稱無鬚潛魚。
  - 百慕達潛魚（Carapus bermudensis）
  - 黃巨身隱魚（Carapus boraborensis）：又稱小尾細潛魚、博拉細潛魚。
  - 巴拿馬細潛魚（Carapus dubius）
  - 細扁潛魚（Carapus lumbricoides）
  - 星點潛魚（Carapus mourlani）
  - 斯氏潛魚（Carapus sluiteri）

### 底潛魚屬（Echiodon）
- - 前肛底潛魚（Echiodon anchipterus）
  - 八帶底潛魚（Echiodon atopus）
  - 科氏底潛魚（Echiodon coheni）
  - 智利底潛魚（Echiodon cryomargarites）
  - 道氏底潛魚（Echiodon dawsoni）
  - 大齒底潛魚（Echiodon dentatus）
  - 德氏底潛魚（Echiodon drummondii）
  - 隱底潛魚（Echiodon exsilium）
  - 新底潛魚（Echiodon neotes）
  - 海娥底潛魚（Echiodon pegasus）
  - 普氏底潛魚（Echiodon pukaki）
  - 倫氏底潛魚（Echiodon rendahli）

### 細潛魚屬（Encheliophis）
- - 查德氏細潛魚（Encheliophis chardewalli）
  - 纖細隱魚（Encheliophis gracilis）：又稱鰻形細潛魚、駝背潛魚。
  - 長胸細潛魚（Encheliophis homei）：又稱荷姆氏隱魚、大牙潛魚。
  - 佐上細潛魚（Encheliophis sagamianus）：又稱密星隱魚。
  - 蟲紋細潛魚（Encheliophis vermicularis）：又稱喬丹氏細潛魚。
  - 蠕眼細潛魚（Encheliophis vermiops）

### 突吻潛魚屬（Eurypleuron）
- - 深海突吻潛魚（Eurypleuron owasianum）：又稱底隱魚。

### 鉤潛魚屬（Onuxodon）
- - 福氏鉤潛魚（Onuxodon fowleri）
  - 珠貝鉤潛魚（Onuxodon margaritiferae）：又稱珍珠貝隱魚。
  - 短臂鉤潛魚（Onuxodon parvibrachium）：又稱牡蠣隱魚。

### 錐齒潛魚屬（Pyramodon）
- - 線紋錐齒潛魚（Pyramodon lindas）
  - 帕氏錐齒潛魚（Pyramodon parini）
  - 斑紋錐齒潛魚（Pyramodon punctatus）
  - 纖尾錐齒潛魚（Pyramodon ventralis）

### 斯氏潛魚屬（Snyderidia）
- - 犬齒斯氏潛魚（Snyderidia canina）：又稱溝目斯氏潛魚。

### Tetragondacnus屬
- - Tetragondacnus spilotus